# Willy Falck Hansen
Willy Falck Hansen (Helsingør, 4 d'abril de 1906 - Brașov, Romania, 18 de març de 1978) va ser un ciclista danès, que fou professional entre 1929 i 1950. Es dedicà principalment al ciclisme en pista.
Abans de passar al professionalisme va prendre part en dos Jocs Olímpics, el 1924 a París, en què guanyà una medalla de plata en la prova de tàndem, fent parella amb Edmund Hansen; i als de 1928 a Amsterdam, en què guanyà una medalla d'or en el quilòmetre contrarellotge i una de bronze en velocitat.
Com a professional aconseguí una quarantena de victòries, destacant 29 campionats nacionals de ciclisme en pista en diferents modalitats.

## Palmarès
- 1923
  -  Campió de Dinamarca de velocitat amateur
  - 1r a la Nordisk Mesterskab, quilòmetre contrarellotge amateur
- 1924
  -  Medalla de plata als Jocs Olímpics de París en tàndem
- 1926
  -  Campió de Dinamarca de velocitat amateur
  - 1r a la Nordisk Mesterskab, quilòmetre contrarellotge amateur
  - 1r a la Nordisk Mesterskab, 10 km amateur
  - 1r a Copenhaguen de velocitat amateur
- 1927
  -  Campió de Dinamarca de velocitat amateur
  - 1r a la Nordisk Mesterskab, quilòmetre contrarellotge amateur
- 1928
  -  Medalla d'or als Jocs Olímpics d'Amsterdam en quilòmetre contrarellotge
  -  Medalla de bronze als Jocs Olímpics d'Amsterdam en velocitat individual
  -  Campió del món de velocitat amateur
  -  Campió de Dinamarca de velocitat amateur
  - 1r a Copenhaguen de velocitat amateur
- 1929
  -  Campió de Dinamarca de velocitat
  -  Campió de Dinamarca del quilòmetre contrarellotge
- 1930
  -  Campió de Dinamarca de velocitat
  -  Campió de Dinamarca del quilòmetre contrarellotge
- 1931
  -  Campió del món de velocitat
  -  Campió de Dinamarca de velocitat
  -  Campió de Dinamarca del 750 metres
  - 1r a Copenhaguen de velocitat
- 1932
  -  Campió de Dinamarca de velocitat
  -  Campió de Dinamarca del 750 metres
- 1933
  -  Campió de Dinamarca de velocitat
  -  Campió de Dinamarca del 750 metres
  - 1r a Copenhaguen de velocitat
- 1934
  -  Campió de Dinamarca de velocitat
  -  Campió de Dinamarca del 750 metres
  - 1r als Sis dies de Copenhaguen (amb Viktor Rausch)
- 1935
  -  Campió de Dinamarca de velocitat
  -  Campió de Dinamarca del quilòmetre contrarellotge
- 1936
  -  Campió de Dinamarca de velocitat
  -  Campió de Dinamarca del quilòmetre contrarellotge
  -  Campió de Dinamarca de 10 km
- 1937
  -  Campió de Dinamarca de velocitat
  -  Campió de Dinamarca del quilòmetre contrarellotge
- 1938
  -  Campió de Dinamarca de velocitat
  -  Campió de Dinamarca del quilòmetre contrarellotge
- 1939
  -  Campió de Dinamarca de velocitat
- 1940
  -  Campió de Dinamarca de velocitat
  - 1r a Copenhaguen de velocitat
- 1941
  -  Campió de Dinamarca de velocitat
  - 1r a Copenhaguen de velocitat
- 1943
  -  Campió de Dinamarca de velocitat
- 1945
  - 1r a Copenhaguen de velocitat
- 1946
  - 1r a Copenhaguen d'omnium